# Pince à cintrer
 (mai 2023).
Si vous disposez d'ouvrages ou d'articles de référence ou si vous connaissez des sites web de qualité traitant du thème abordé ici, merci de compléter l'article en donnant les références utiles à sa vérifiabilité et en les liant à la section « Notes et références ».

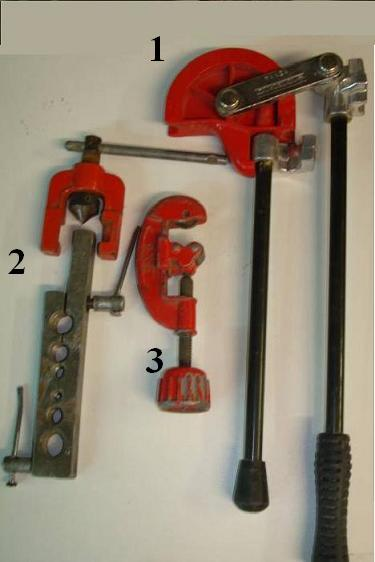
Outillage de plomberie.
1 : pince à cintrer
2 : matrice à collets battus
3 : coupe-tube.

La pince à cintrer est un outil utilisé en plomberie ou en installation sanitaire pour cintrer les tubes et les tuyaux, c'est-à dire leur donner une courbure (d'angle et de rayon définis). On rencontre parfois le terme cintreuse.

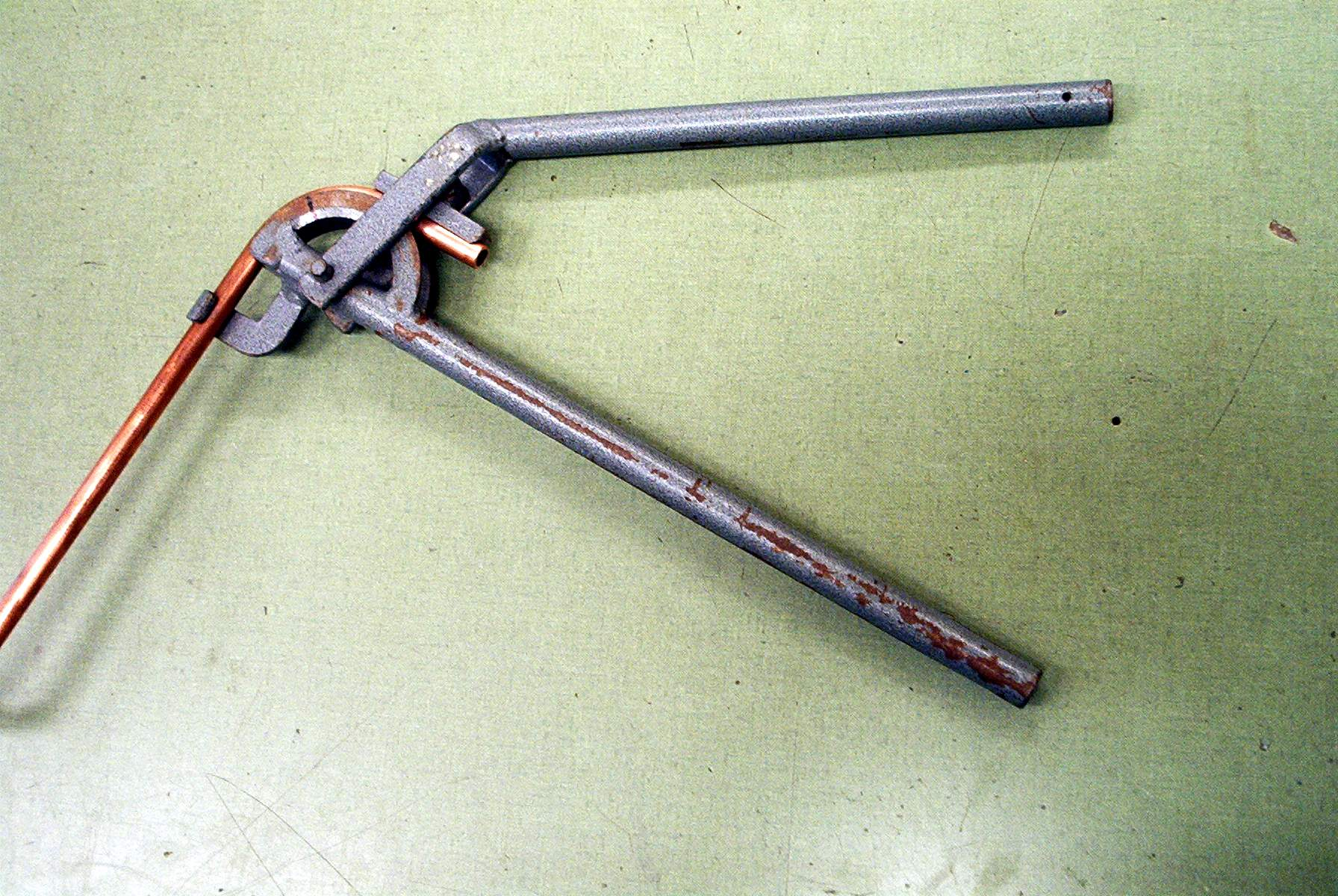
Pince à cintrer avec un tube en cours de cintrage.
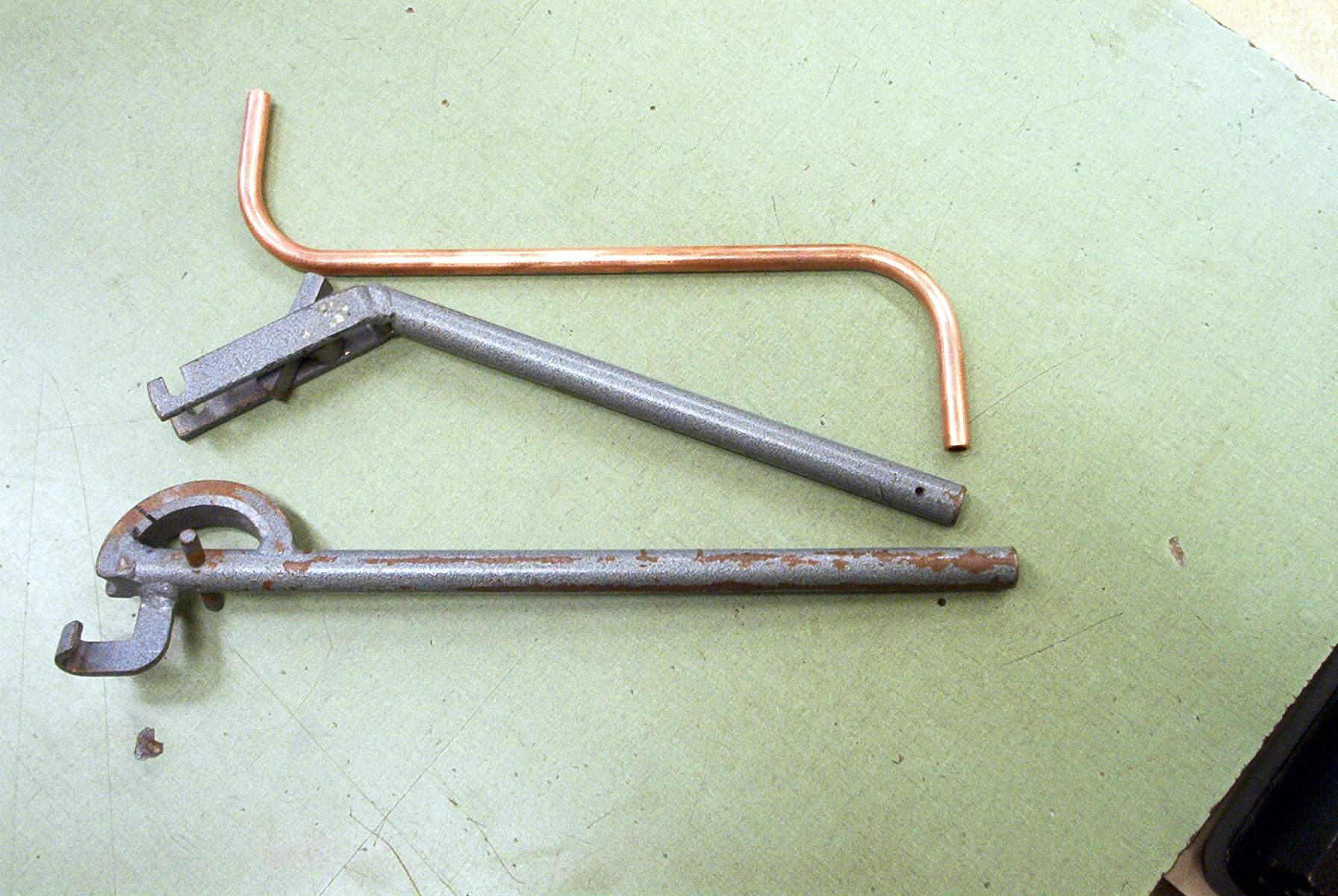
Pince à cintrer démontée avec le tube cintré.